# جان دوبويه
جان دوبويه (بالفرنسية: Jean Dupuis)‏ هو مستكشف وشخصية أعمال فرنسي، ولد في 7 ديسمبر 1829 في Saint-Just-la-Pendue ‏ في فرنسا، وتوفي في 28 نوفمبر 1912 في مونت كارلو في موناكو.

## وصلات خارجية
- جان دوبويه على موقع الموسوعة البريطانية (الإنجليزية)